# Владикінський цвинтар
Влади́кінський цвинтар (рос. Владыкинское кладбище) — некрополь на північному сході Москви у Північно-східному адміністративному окрузі в районі Марфино.

## Історія цвинтаря

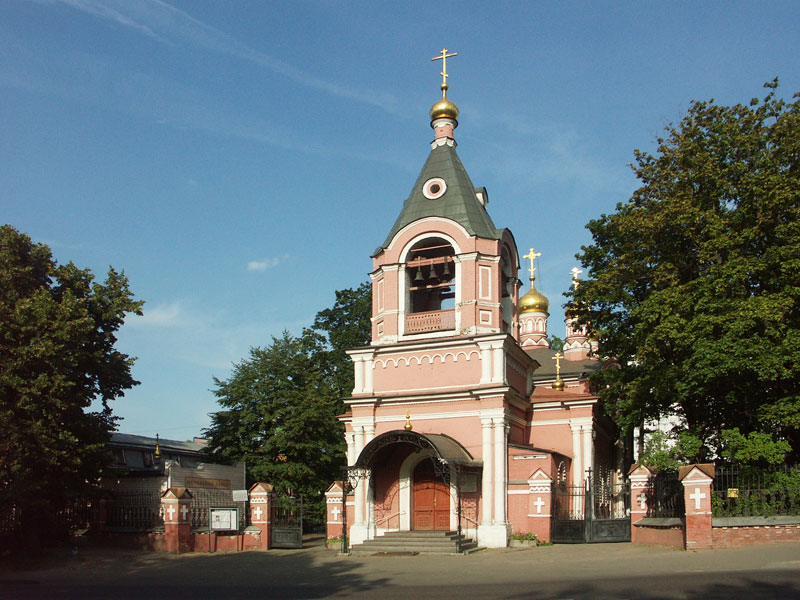
Церква Різдва Пресвятої Богородиці

Цвинтар заснований у 1859 році та отримав свою назву від колишнього села Владичино, розташованого неподалік від Кускова. Тоді ця земля належала Златоустенському чоловічому монастирю.
Храм Пресвятої Богородиці був побудований у Владичино ще у 1770 році за фінансової допомоги графа К. Г. Розумовського, пізніше до нього була прибудована дзвіниця. Ікони були перенесені з сусіднього Нікольського храму.
Поступово церква старіла, і у 1854 році було прийнято рішення про його реконструкції. Гроші на це дав купець Г. М. Толоконников. 2 лютого 1859 року було освячено відреставрований та добудований храм.
Основна святиня храму — шанована ікона Смоленської Божої Матері з частинками мощей Святителів Василія Великого та Миколая Чудотворця і великомучениці Варвари.
У північній частині цвинтаря у 1913 році проектом архітектора С. М. Ільїнського була збудована кам'яна каплиця на честь Матрони Анемнясевської, що збереглася до наших днів.

## Відомі особи, поховані на Владикінському цвинтарі
- Матрона Анемнясевська (нар. 1864 — пом. 1936) — свята Російської Православної Церкви. При знесенні частини цвинтаря могила перенесена на Долгопрудненський цвинтар.
- Ванін Олексій Захарович (нар. 1925 — пом. 2012) — радянський актор театру і кіно. Заслужений артист Російської Федерації (1998).
- Графф Віктор Єгорович (нар. 3 листопада 1819 — пом. 25 листопада 1867) — російський лісівник.
- Дурова Тереза Василівна (нар. 1926 — пом. 2012) — радянська і російська артистка цирку, народна артистка РРФСР.
- Єрмолова Марія Миколаївна (нар. 1853 — пом. 1928) — російська акторка. Прах у 1971 році був перепохований на Новодівичому цвинтарі.
- Красільніков Олег Володимирович (нар. 1950 — пом. 2011) — радянський вчений-біофізик, професор.
- Сініцина Ірина Володимирівна (нар. 28 березня 1977 — пом. 1 жовтня 2012) — російська парашутистка, майстер спорту, багаторазова рекордсменка Росії з парашутного спорту і групової акробатики, триразова рекордсменка Європи.
- Яковенко Микола Іванович (нар. 5 листопада 1941 — пом. 22 грудня 2006) — радянський борець класичного стилю, дворазовий срібний призер олімпійських ігор, дворазовий чемпіон світу, призер чемпіонату світу, чемпіон Європи, неодноразовий чемпіон і призер чемпіонатів СРСР. Заслужений майстер спорту СРСР (1967). Заслужений тренер СРСР (1976).
- Чєрноп'ятов Віктор Ілліч (нар. 21 червня 1857 — пом. 18 грудня 1935) — російський та радянський археограф, генеалог, діловод і громадський діяч.
- Новожилов Микола Михайлович (нар. 1916 — пом. ?) — радянський інженер та вчений-металург, лауреат Ленінської премії.
- Вакс Борис Йосипович (нар. 12 травня 1912 — пом. 4 серпня 1989) — український художник, заслужений художник УРСР (з 1973). Працював в галузі станкового й монументального живопису та графіки.

## Час роботи
Щодня з 9.00 до 17.00
Поховання на цвинтарі і в колумбаріях здійснюються щодня з 10 до 17 годин.